# Magali Kempen
Magali Kempen (Přerov, 17 de noviembre de 2004) es una tenista profesional de la República Checa.
Kempen tiene un ranking de individuales WTA más alto de su carrera, No. 191, logrado el 3 de abril de 2023. También tiene un ranking WTA más alto de su carrera, No. 139 en dobles, logrado el 18 de noviembre de 2024.

## Títulos WTA (1; 0+1)

### Dobles (1)
| Leyenda              |
| Grand Slam (0)       |
| Juegos Olímpicos (0) |
| WTA Finals (0)       |
| WTA 1000 (0)         |
| WTA 500 (0)          |
| WTA 250 (1)          |

| N.º | Fecha                | Torneos     | Superficie | Pareja       | Oponentes en la final                 | Resultado |
| --- | -------------------- | ----------- | ---------- | ------------ | ------------------------------------- | --------- |
| 1.  | 9 de febrero de 2025 | Cluj-Napoca | Dura       | Anna Sisková | Jaqueline Cristian Angelica Moratelli | 6-3, 6-1  |

#### Finalista (1)
| N.º | Fecha                  | Torneos | Superficie | Pareja      | Oponentes en la final        | Resultado |
| --- | ---------------------- | ------- | ---------- | ----------- | ---------------------------- | --------- |
| 1.  | 3 de noviembre de 2024 | Mérida  | Dura       | Lara Salden | Quinn Gleason Ingrid Martins | 4-6, 4-6  |